# عقاب کاکلی
عقاب کاکلی (نام علمی: Morphnus guianensis) نام یک گونه از تیره بازان است.